# チョコバリ
チョコバリ（ChocoBari）は、大阪市の製菓会社林一二がセンタンアイスクリームブランドで製造販売しているアイスクリームの商品名。

## 商品概要
バニラアイスを、砕いたピーナッツと小麦粉のクランチをまぶしたチョコレートでコーティングしたスティックタイプのアイスクリームで、分類上はラクトアイスに該当する。1971年に販売を開始したロングセラー商品。チョコバリの販売価格は100円前後。奈良県大和郡山市の林一二奈良工場と奈良県天理市の林一二奈良第二工場で製造される。当たりくじ付きであり、当たりの焼き印があるスティックをキャンペーン事務局宛に郵送すると、1,000円分のQUOカードが届く。ただし、マルチアイス版では実施されていないので注意。
2023年および2024年、モンドセレクション優秀品質金賞を受賞。

## 原材料等
- チョコレートコーティング
- クランチ（小麦粉・ピーナッツ・食塩）
- 砂糖
- 乳製品
- 植物油脂
- 水飴
- 乳化剤
- 香料
- 増粘安定剤（増粘多糖類）
- カロテン色素
- 熱量 - 296 kcal

## 広告宣伝活動
1999年頃には前田愛がCM出演。2005年からはアニメーションを使い、ペンギンと女の子のオリジナルキャラクターを登場させた。2007年からは、同じセンタンブランドの「フロール」でも別のキャラクターを登場させている。
夏季を中心に、大阪の毎日放送（TBS系列の準キー局）と東京のテレビ朝日（大阪の朝日放送のキー局）などでCMを放映している。
2009年には「センタンチョコバリ　ウマウマ〜」という歌詞の、ニコニコ動画などで有名になったウマウマを彷彿とさせるCMを放映している。更に、公式ページにてマスコットキャラクターに名前と設定が載るようになった。
マスコットキャラの名前
- 「みるくん」　…ペンギン。オス。
- 「ちょこりん」…ペンギン。メス。
- 「まっちゃりーの」…ペンギン。オス。
- 「ももりーな」　…ペンギン。メス。
- 「千咲」　…少女。人間。

尚、同企業の別商品「フロール」に登場した少女の設定は現時点で不明である。

## 同種商品
- ブラックモンブラン（竹下製菓）こちらは1969年に販売開始。